# Diploderma yulongense
Diploderma yulongense — вид ігуаноподібних ящірок родини агамових (Agamidae). Ендемік Китаю.

## Поширення і екологія
Diploderma yulongense мешкають в долині річки Цзіньша та на схилах гір Юйлунсюешань на території округу Ліцзян та повіту Шангрі-Ла на північному заході провінції Юньнань, можливо, також на крайньому південному заході провінції Сичуань. Вони живуть на узліссях субтропічних лісів, в чагарникових заростях та серед каміння, трапляються на плантаціях. Зустрічаються на висоті від 1465 до 3400 м над рівнем моря. Живляться кониками, цвіркунами та іншими великими комахами, молоді ящірки живляться мурахами.